# إيفيلين أشلي
إيفيلين أشلي (بالإنجليزية: Evelyn Ashley)‏ هو محام بالقضاء العالي ومحامي وكاتب وكاتب سير وسياسي بريطاني، ولد في 24 يوليو 1836 في الإمبراطورية الرومانية، وتوفي في 16 نوفمبر 1907 في المملكة المتحدة. حزبياً، نشط في الحزب الليبرالي. في الانتخابات الفرعية في مجلس العموم البريطاني ‏، انتخب عضو برلمان المملكة المتحدة الـ21 عن دائرة Poole ‏ (26 مايو 1874 – 24 مارس 1880) وفي الانتخابات العمومية البريطانية 1880 ‏، انتخب عضو برلمان المملكة المتحدة الـ22 عن دائرة آيل أوف وايت (31 مارس 1880 – 18 نوفمبر 1885) وانتخب عضو مجلس الشورى البريطاني.